# Ajax København
Ajax København (deutsch: Ajax Kopenhagen) ist ein Handballverein aus der dänischen Hauptstadt Kopenhagen. Mit neun Meisterschaften (zuletzt 1964) ist Ajax nach der KIF Kolding und der (ebenfalls in Kopenhagen heheimateten) Handelsstandens Gymnastikforening  bzw. deren Nachfolger Gladsaxe HG der dritterfolgreichste Verein im dänischen Herrenhandball. Die erste Herrenmannschaft spielt in der obersten (drittklassigen) Amateurliga, während die Damenmannschaft in der zweitklassigen 1. Division antritt.

## Geschichte
Der Verein wurde 1934 als Idrætsforeningen („Sportvereinigung“) Ajax (IF Ajax) gegründet und konnte drei Jahre später seine erste dänische Meisterschaft erringen. Weitere Titelgewinne gelangen in den Jahren 1942, 1944, 1948, 1949, 1950, 1952, 1953 sowie letztmalig 1964, als Ajax auch den erstmals ausgespielten Pokalwettbewerb gewinnen konnte. 1964/65 qualifizierte man sich durch die Meisterschaft auch für den einige Jahre zuvor eingeführten Europapokal der Landesmeister und erreichte dort das Halbfinale.
In den folgenden Spielzeiten musste der Verein mehrfach absteigen und verbrachte in den 1970er- und 1980er-Jahren nur noch eine Saison (1972) in der höchsten Landesspielklasse. 1984 stand Ajax im Pokalfinale gegen den Stadtrivalen Gladsaxe HG, welches mit 18:19 verloren ging. Da Gladsaxe HG gleichzeitig dänischer Meister wurde, berechtigte das Erreichen des Pokalfinals zur Teilnahme am Europapokal der Pokalsieger (Handball) 1984/85, wo man in der 2. Runde ausschied. Die Rückkehr in die Erstklassigkeit gelang im Jahr 1994, wobei man bis 2008 wieder regelmäßiger der 1. Liga angehörte (elf der 15 Spielzeiten in diesem Zeitraum). Größter Erfolg war dabei die Vizemeisterschaft in der Saison 1996/97, welche auch zur – bis heute letztmaligen – Europapokalteilnahme des Vereins führte.
Bis 1989 war Ajax Kopenhagen ein reiner Männerclub, ehe er mit der traditionsreichen, zuletzt jedoch wenig erfolgreichen Kvindelig Idrætsforening („Frauensportvereinigung“) København, unter dem Namen Ajax København fusionierte, was dazu führte, dass auch die Damenmannschaft allmählich Fuß fasste und seit 1997 erstmals wieder in der obersten Spielklasse vertreten war, wo sie seit 2007 ununterbrochen spielt.
Während der Coronakrise geriet der Club in finanzielle Schwierigkeiten; bei der Herrenmannschaft kam es auch zu einem sportlichen Niedergang. Die zuletzt in der 2. Liga spielende, finanziell eigenständige Herrenabteilung konnte 2022 die laufenden Kosten nicht mehr bestreiten, so dass die Spielergehälter nicht mehr ausgezahlt wurden und schließlich ein Spiel wegen fehlender Unfallversicherungsabdeckung nicht mehr ausgetragen werden durfte. Den Spielern wurden daraufhin außerordentliche Vertragsauflösungen angeboten. Da ein großer Teil des Kaders diese Möglichkeit in Anspruch nahm, standen schließlich nicht mehr genügend Spieler zur Verfügung, um die Ligaspiele bestreiten zu können. Anfang September 2022 musste die Herrenabteilung mit 6 Millionen Kronen Schulden (knapp 800.000 Euro) Insolvenz beantragen, die am 11. Oktober 2022 gerichtlich bestätigt wurde; damit endete für den Verein die Ära des Profihandballs im Herrenbereich.
Die finanziell eigenständige Damenmannschaft des Clubs blieb von solchen Maßnahmen ausgenommen und spielte weiterhin in der Damehåndboldligaen. 2024 trat die Damenmannschaft als Tabellenletzter den Gang in die zweitklassigen 1. Division an.
Seit dem Jahr 2025 kooperieren die Herrenmannschaften von Ajax København und Frederiksberg IF, die ab der Saison 2025/26 unter den Namen HC København antreten werden.
Ajax Kopenhagen ist weiterhin der mitgliederstärkste Handballverein Dänemarks.